# Mydaea narona
Mydaea narona este o specie de muște din genul Mydaea, familia Muscidae, descrisă de John Otterbein Snyder în anul 1949.
Este endemică în Maryland. Conform Catalogue of Life specia Mydaea narona nu are subspecii cunoscute.